# Punta Cabassa
Punta Cabassa ist eine Landspitze am nördlichen Ende der Arctowski-Halbinsel an der Danco-Küste des Grahamlands auf der Antarktischen Halbinsel. Sie markiert die nördliche Begrenzung der Einfahrt zur Anna Cove in der Wilhelmina Bay.
Argentinische Wissenschaftler benannten sie. Der weitere Benennungshintergrund ist nicht überliefert.